# Rhynchosia dieterlenae
Rhynchosia dieterlenae är en ärtväxtart som beskrevs av Baker f. Rhynchosia dieterlenae ingår i släktet Rhynchosia och familjen ärtväxter. Inga underarter finns listade i Catalogue of Life.